# Lista över medaljörer vid olympiska vinterspelen 1952

## Alpin skidåkning

### Herrar
| Gren       | Guld                   | Silver                 | Brons                  |
| Störtlopp  | Zeno Colò (ITA)        | Othmar Schneider (AUT) | Christian Pravda (AUT) |
| Storslalom | Stein Eriksen (NOR)    | Christian Pravda (AUT) | Toni Spiß (AUT)        |
| Slalom     | Othmar Schneider (AUT) | Stein Eriksen (NOR)    | Guttorm Berge (NOR)    |

### Damer
| Gren       | Guld                       | Silver                  | Brons                   |
| Störtlopp  | Trude Jochum-Beiser (AUT)  | Annemarie Buchner (GER) | Giuliana Minuzzo (ITA)  |
| Storslalom | Andrea Mead-Lawrence (USA) | Dagmar Rom (AUT)        | Annemarie Buchner (GER) |
| Slalom     | Andrea Mead-Lawrence (USA) | Ossi Reichert (GER)     | Annemarie Buchner (GER) |

## Backhoppning
| Gren   | Guld                   | Silver                   | Brons                  |
| Herrar | Arnfinn Bergmann Norge | Torbjørn Falkanger Norge | Karl Holmström Sverige |

## Bob
| Gren       | Guld                                                                          | Silver                                                                 | Brons                                                                           |
| Två-manna  | Tyskland Tyskland I Andreas Ostler Lorenz Nieberl                             | USA USA I Stanley Benham Patrick Martin                                | Schweiz Schweiz I Fritz Feierabend Stephan Waser                                |
| Fyra-manna | Tyskland Tyskland I Andreas Ostler Friedrich Kuhn Lorenz Nieberl Franz Kemser | USA USA I Stanley Benham Patrick Martin Howard Crossett James Atkinson | Schweiz Schweiz I Fritz Feierabend Albert Madörin André Filippini Stephan Waser |

## Hastighetsåkning på skridskor
| Gren                     | Guld                   | Silver                          | Brons                                    |
| 500 meter Detaljer...    | Ken Henry USA          | Don McDermott USA               | Gordon Audley Kanada Arne Johansen Norge |
| 1 500 meter Detaljer...  | Hjalmar Andersen Norge | Wim van der Voort Nederländerna | Roald Aas Norge                          |
| 5000 meter Detaljer...   | Hjalmar Andersen Norge | Kees Broekman Nederländerna     | Sverre Haugli Norge                      |
| 10 000 meter Detaljer... | Hjalmar Andersen Norge | Kees Broekman Nederländerna     | Carl-Erik Asplund Sverige                |

## Ishockey
| Plats  | Lag     | Spelare |
| ------ | ------- | --- |
| Guld   | Kanada  | George Abel, John Davies, Billy Dawe, Robert Dickson, Donald Gauf, William Gibson, Ralph Hansch, Robert Meyers, David Miller, Eric Paterson, Thomas Pollock, Allan Purvis, Gordon Robertson, Louis Secco, Francis Sullivan, Bob Watt |
| Silver | USA     | Ruben Bjorkman, Leonard Ceglarski, Joseph Czarnota, Richard Desmond, Andre Gambucci, Clifford Harrison, Gerald Kilmartin, John Mulhern, John Noah, Arnold Oss, Robert Rompre, James Sedin, Alfred Van Allen, Donald Whiston, Ken Yackel |
| Brons  | Sverige | Göte Almqvist, Åke "Plutten" Andersson, Hans Andersson (sen. Tvilling), Stig Andersson (sen. Tvilling), Lasse Björn, Göte "Vicke Hallon" Blomqvist, Thord "Flodan" Flodqvist, Erik "Epa" Johansson, Gösta "Lill-Lulle" Johansson, Rune Johansson, Sven "Tumba" Johansson, Åke Lassas, Holger "Hogge" Nurmela, Lars Pettersson, Lars Svensson, Sven Thunman, Hans "Stöveln" Öberg |

## Konståkning
| Gren   | Guld                         | Silver                                | Brons                               |
| Herrar | Dick Button (USA)            | Helmut Seibt (AUT)                    | James Grogan (GER)                  |
| Damer  | Jeannette Altwegg (GBR)      | Tenley Albright (USA)                 | Jacqueline du Bief (FRA)            |
| Par    | Ria Falk och Paul Falk (GER) | Karol Kennedy och Peter Kennedy (USA) | Marianna Nagy och Laszlo Nagy (HUN) |

## Längdskidåkning
| Gren           | Guld                                                                 | Silver                                                                        | Brons                                                                      |
| Herrar         |                                                                      |                                                                               |                                                                            |
| 18 kilometer   | Hallgeir Brenden Norge                                               | Tapio Mäkelä Finland                                                          | Paavo Lonkila Finland                                                      |
| 50 kilometer   | Veikko Hakulinen Finland                                             | Eero Kolehmainen Finland                                                      | Magnar Estenstad Norge                                                     |
| 4×10 kilometer | Finland · Heikki Hasu · Paavo Lonkila · Urpo Korhonen · Tapio Mäkelä | Norge · Magnar Estenstad · Mikal Kirkholt · Martin Stokken · Hallgeir Brenden | Sverige · Nils Täpp · Sigurd Andersson · Enar Josefsson · Martin Lundström |
| Damer          |                                                                      |                                                                               |                                                                            |
| 10 kilometer   | Lydia Wideman Finland                                                | Mirja Hietamies Finland                                                       | Siiri Rantanen Finland                                                     |

## Nordisk kombination
| Gren   | Guld                 | Silver            | Brons                  |
| Herrar | Simon Slåttvik (NOR) | Heikki Hasu (FIN) | Sverre Stenersen (NOR) |